# Irvin Kershner
Irvin Kershner, właściwie Isadore Kershner (ur. 29 kwietnia 1923 w Filadelfii, zm. 27 listopada 2010 w Los Angeles) – amerykański reżyser i aktor filmowy (jego rodzice pochodzili z zachodniej Ukrainy). Znany głównie jako reżyser filmu Gwiezdne wojny: część V – Imperium kontratakuje.

## Życiorys
Urodził się w Filadelfii w rodzinie żydowskiej. Uczęszczał do Temple University, a następnie studiował projektowanie na Uniwersytecie Kalifornijskim w Los Angeles (UCLA). Potem służył podczas II wojny światowej w Eighth Air Force jako inżynier lotów na bombowcach B-24. Po wojnie przeniósł się do Provincetown w Massachusetts i zajął się malarstwem. W 1948 powrócił do Los Angeles, aby studiować fotografię na UCLA. W 1950 brał udział w kursach filmowych na Uniwersytecie Południowej Kalifornii (USC), jednocześnie tam nauczając. Później w 1950 został zatrudniony przez amerykańską służbę informacyjną do realizacji filmów dokumentalnych dla agencji w Grecji, Iranie i Turcji.
Karierę zaczynał od nauczania na Uniwersytecie Południowej Kalifornii. Jednak szybko zajął miejsce za kamerą filmową, najpierw jako specjalista od fotosów z planu, a potem jako reżyser. Do jego najbardziej znanych filmów należą: Nigdy nie mów nigdy (nieoficjalny film z serii o agencie Jamesie Bondzie), RoboCop 2, Oczy Laury Mars i Gwiezdne wojny.
Zmarł 27 listopada 2010 w swoim domu na raka płuc.

## Wybrana filmografia

### Reżyseria
- 1961: Pasterz przestępców
- 1974: Szpiegomania
- 1976: Powrót człowieka zwanego Koniem
- 1977: Atak na Entebbe
- 1978: Oczy Laury Mars
- 1980: Gwiezdne wojny: część V - Imperium kontratakuje
- 1983: Nigdy nie mów nigdy
- 1985–1987: Niesamowite historie (jeden z reżyserów)
- 1989: Akwizytor
- 1990: RoboCop 2
- 1993–1996: SeaQuest (jeden z reżyserów)

### Obsada aktorska
- 1988: Ostatnie kuszenie Chrystusa – Zebedeusz
- 1994: Na zabójczej ziemi – Walters
- 1995: Angus – pan Stoff
- 2003: Manhood